# Paige Hurd
Pour les articles homonymes, voir Hurd.
 (juin 2013).
Si vous disposez d'ouvrages ou d'articles de référence ou si vous connaissez des sites web de qualité traitant du thème abordé ici, merci de compléter l'article en donnant les références utiles à sa vérifiabilité et en les liant à la section « Notes et références ».
Paige Hurd (née le 20 juillet 1992) est une actrice  américaine. Elle est afro-américaine et portoricaine. Elle est surtout connue pour son rôle de Tasha Clarkson dans la sitcom américaine Everybody Hates Chris (Tout le monde déteste Chris).

## Filmographie
- 2003 : En sursis (Cradle 2 the Grave) : Vanessa
- 2005 : Beauty Shop : Vanessa Norris
- 2006-2009 : Tout le monde déteste Chris  : Tasha
- 2010: Never let you go (clip de Justin Bieber)
- depuis 2013 : Hawaii 5-0 : Samantha Grover (saison 4, épisode 8,11,22) (saison 6, épisode 19) (saison 8 ,épisode 1
- 2014 : I Mean It (clip de G-Eazy
- depuis 2019 : The Oval : Gayle
- 2020-2023: Power Book II: Ghost : Lauren (saison 1,2,3)